# Деркач, Леонид Васильевич
Леони́д Васи́льевич Дерка́ч (укр. Леонід Васильович Деркач; 19 июля 1939, Днепропетровск — 14 января 2022, Киев) — украинский политический и государственный деятель. Председатель Службы безопасности Украины (22 апреля 1998 — 10 февраля 2001), генерал армии Украины (23 августа 2000).

## Биография
Трудовой путь начал в 1957 году на предприятии ракетной промышленности п/я 186 (Южном машиностроительном заводе), где работал слесарем. С 1958 по 1961 год, обучаясь в Днепропетровском механическом техникуме, работал помощником мастера на данном предприятии.
В 1961—1964 годах проходил срочную службу в Вооружённых Силах СССР.
В 1970 году окончил физико-технологический факультет Днепропетровского университета по специальности «инженер-механик летательных аппаратов». Работал старшим инженером-технологом на Южном машиностроительном заводе.

## Служба в КГБ
С марта 1972 года — в Управлении КГБ УССР в Днепропетровской области, где был оперуполномоченным, старшим оперуполномоченным отдела, начальником отделения. В 1973 году окончил Высшие курсы КГБ.
С 1983 по 1988 год занимал должности заместителя директора Павлоградского механического завода, начальника Павлоградского городского отдела УКГБ УССР в Днепропетровской области.
С февраля 1988 года — в Управлении КГБ УССР в Днепропетровской области. Работал заместителем начальника по кадрам — начальником отдела кадров Управления.

## Служба
С ноября 1991 года — заместитель начальника Днепропетровского областного управления Службы безопасности Украины. С декабря 1992 года — председатель Государственной службы Украины по вопросам технической защиты информации. С августа 1994 года — первый заместитель председателя СБУ.
С июля 1995 года — председатель Государственного таможенного комитета Украины. В феврале 1996 года введён в состав Координационного комитета Украины по борьбе с организованной преступностью и коррупцией. В ноябре 1996 года Государственный таможенный комитет Украины был переформирован в Государственную таможенную службу Украины, а Л. Деркач сохранил за собой пост её председателя.
С 22 апреля 1998 по 10 февраля 2001 года — председатель Службы безопасности Украины. Воинское звание Генерал армии Украины присвоено 23 августа 2000 года. Проявил себя как близкий к президенту Украины Л. Д. Кучме человек, в украинской прессе того времени были многочисленные статьи о причастности Деркача к коррупционным скандалам, а также к «кассетному скандалу».
Народный депутат Украины 4 созыва с апреля 2002 года по 2006 год по избирательному округу № 36 Днепропетровской области. В июне 2006 года уволен с военной службы по состоянию здоровья с правом ношения военной формы.
Скончался 14 января 2022 года на 83-м году жизни в Киеве от инфаркта. Его сын, народный депутат Андрей Деркач, рассказал «Стране» о последнем разговоре с отцом перед смертью. "На вопрос в реанимации: «Пап, ты как? Как дела?», он ответил: «Всё нормально. Изучаю оперативную обстановку», — сообщил Андрей Деркач. Прощание с Деркачем-старшим состоялось 16 января в 12.00 в Трапезном храме Киево-Печерской Лавры.
Бывший сослуживец и соратник Леонида Деркача Валерий Филипов поделился со «Страной» своими воспоминаниями о нём. По его словам, Деркач приложил много усилий для изменений в Таможенной службе Украины. «Понимая, что для улучшения работы таможни нужны подготовленные, грамотные кадры, Деркач в 1996 году добился открытия Университета таможенного дела, который начал свою деятельность в Днепре. За годы своей работы Университет выпустил тысячи специалистов таможенного дела», — говорит он.
Кроме этого, будучи главой Службы безопасности Украины, Деркач создал Ситуационный центр в системе Службы безопасности Украины.
«Ситуационный центр в круглосуточном режиме обрабатывал и систематизировал всю информацию, которая поступала со всех уголков мира и областей нашей страны. Она могла предоставлять интерес с точки зрения национальной безопасности и для политического руководства страны», — объясняет он.
Похоронен на Лесном кладбище Киева.

## Награды
- Орден Богдана Хмельницкого III степени (19 июля 1999 года)[5] — за личные заслуги в защите государственных интересов, конституционных прав и свобод граждан, образцовое исполнение воинской и служебной обязанностей
- Командор ордена Великого князя Литовского Гядиминаса (4 ноября 1998 года, Литва)[6]
- Великий офицер ордена Заслуг (13 апреля 1998 года, Португалия)[7]
- Орден «Знак Почёта» (1990)
- Кавалер Большого креста ордена Святого Станислава (1999)
- Четырежды награждался именным огнестрельным оружием (1996, 1998, 1999, 2000)

## Специальные звания
- Действительный государственный советник таможенной службы (24 июня 1996)